# Franz Beyer (General)
Franz Beyer (* 27. Mai 1892 in Bautzen; † 15. Oktober 1968 in Bad Wiessee) war ein deutscher General der Infanterie im Zweiten Weltkrieg.

## Leben

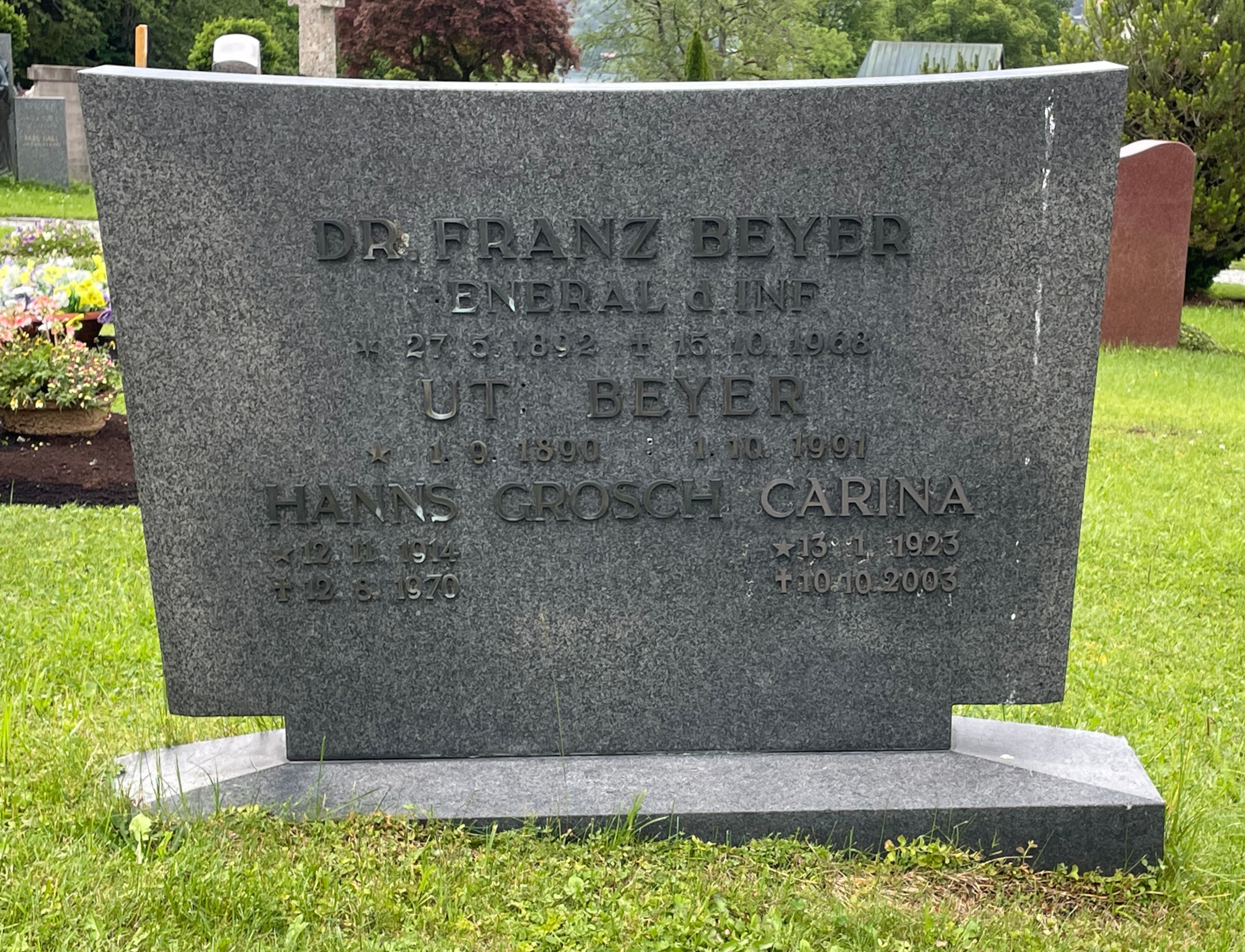
Grabstein von Franz Beyer auf dem Bergfriedhof Bad Wiessee

Beyer trat am 1. April 1911 als Seekadett in die Kaiserliche Marine ein. Als Leutnant zur See (3. August 1914), später Oberleutnant zur See diente er im Ersten Weltkrieg als Wachoffizier auf mehreren Großlinienschiffen und erhielt beide Klassen des Eisernen Kreuzes. Mit dem 31. März 1919 endete sein Dienst als Marineoffizier.
Beyer studierte Jura und promovierte zum Dr. jur. Er trat dann in den Polizeidienst ein, wo er es bis zum Polizeioberst brachte. Mit dem Aufbau der Wehrmacht stieg dort der Bedarf an Offizieren stark an, so dass viele Polizeiführungskräfte übernommen wurden. Daraufhin trat Beyer am 1. April 1935 als Oberstleutnant in das Heer ein und wurde Kommandeur des II. Bataillons im Infanterie-Regiment 66 in Magdeburg. Die Beförderung zum Oberst folgte am 1. April 1938 und die Ernennung zum Kommandeur des Infanterie-Regiments 131 der neuen 44. Infanterie-Division am 1. April 1939. Diese Dienststellung behielt Beyer über den Beginn des Zweiten Weltkriegs bis zum 30. Dezember 1941, als er zum Kommandeur der neugebildeten 331. Infanterie-Division ernannt und am 1. Februar 1942 zum Generalmajor befördert wurde. Am 12. September 1941 hatte man ihm das Ritterkreuz des Eisernen Kreuzes verliehen. Die Division musste im winterlichen Fußmarsch von Ostpreußen in den Mittelabschnitt der Ostfront  verlegen und dort schwere Abwehrkämpfe bestehen. Am 21. Februar 1943 gab Beyer, seit dem 1. Januar 1943 Generalleutnant, seine Division ab und übernahm nach einem kurzen Heimaturlaub am 1. März 1943 die nach dem Untergang in Stalingrad in Neuaufstellung befindliche 44. Reichsgrenadier-Division „Hoch- und Deutschmeister“, mit der er Anfang August 1943 aus Belgien nach Italien verlegte. 
Vom 5. bis zum 25. Januar 1944 nahm Franz Beyer am 1. Lehrgang für Kommandierende Generale des Heeres teil und wurde anschließend bei mehreren Armeekorps als Stellvertreter des jeweiligen Kommandierenden Generals eingesetzt, so beim XVII., LVII., V. und XXXIX. Armeekorps. Am 1. Juni 1944 erfolgte seine Beförderung zum General der Infanterie und am 7. August 1944 übernahm Beyer das LXXX. Armeekorps an der Westfront, das auch an der Ardennen-Offensive beteiligt war. Die Einheit bestand überwiegend aus neu aufgestellten Volksgrenadier-Divisionen. Er kommandierte bis Kriegsende.
1956 wurde er Gründungs-Herausgeber der Blätter für deutsche und internationale Politik. Franz Beyer starb am 15. Oktober 1968 und wurde auf dem Friedhof Bad Wiessee beigesetzt. 